# Rendezvous (미나의 음반)
《Rendezvous》(랑데뷰)는 대한민국의 가수인 미나의 1번째 정규 음반으로서 2002년 11월 7일에 발매되었다.

## 특징
이 음반에 수록된 3번 트랙이자 타이틀곡인 〈전화 받어〉는 2001년에 발표된 3인조 걸 그룹 키스(Kiss)의 노래 〈전화 받어〉를 리메이크한 노래이다. 키스는 원래 〈전화 받어〉를 1집 음반 	《Kiss First Album》의 타이틀곡이었던 〈여자이니까〉의 후속곡으로 결정하고 활동할 예정이었는데 데뷔한 지 5개월 만에 해체되면서 취소되었다.
2002년 FIFA 월드컵에서 붉은악마 응원 패션으로 화제가 되면서 가수로 데뷔한 미나는 키스의 노래였던 〈전화 받어〉를 리메이크하면서 주목을 받게 된다. 특히 미나의 〈전화 받어〉는 중국, 필리핀에서 큰 인기를 끌기도 했는데 중국에서는 20만 장이 넘게 판매되었고 필리핀에서는 나이트 클럽의 배경음악으로 사용되기도 했다. 대한민국의 4인조 걸 그룹 2NE1의 멤버로 활동했던 박산다라 또한 필리핀에서 미나의 〈전화 받어〉를 리메이크한 노래를 발표하기도 했다.
미나는 〈전화 받어〉의 후속곡인 〈꿈★은 이루어진다〉를 통해 1집 활동을 마무리했는데 이 노래의 가사와 뮤직비디오에서는 미나가 이전까지 경험했던 어려운 시절과 가수로 데뷔하던 과정을 주제로 하고 있다.

## 수록곡
| #            | 제목                          | 작사         | 작곡         | 편곡         | 재생 시간 |
| ------------ | ----------------------------- | ------------ | ------------ | ------------ | --------- |
| 1.           | 〈Intro〉                     |              | PJ           | PJ           | 00:40     |
| 2.           | 〈일났어〉                    | 최준영       | 최준영       | PJ           | 03:17     |
| 3.           | 〈전화 받어〉                 | 최준영       | 최준영, PJ   | 최준영, PJ   | 03:09     |
| 4.           | 〈꿈★은 이루어진다〉          | 최원석, 유타 | 유타         | 여인구       | 03:55     |
| 5.           | 〈월화수목금토일〉            | 최원석, 유타 | 유타         | 여인구       | 03:49     |
| 6.           | 〈Middletro〉                 |              | PJ           | PJ           | 00:42     |
| 7.           | 〈버터플라이〉                | 최원석       | 조성준       | 조성준       | 03:14     |
| 8.           | 〈누가 봐〉                   | PJ           | 최준영, PJ   | PJ           | 03:15     |
| 9.           | 〈내 멋대로 하겠어〉          | 최원석       | 김규남       | 유타, 여인구 | 03:42     |
| 10.          | 〈문제야〉                    | 김진아       | PJ           | PJ           | 03:29     |
| 11.          | 〈우연〉                      | 최원석       | 임기훈       | PJ           | 03:54     |
| 12.          | 〈전화받어 (Old School Mix)〉 | 최준영       | 최준영, PJ   | 최준영, PJ   | 03:11     |
| 총 재생 시간 | 총 재생 시간                  | 총 재생 시간 | 총 재생 시간 | 총 재생 시간 | 36:17     |